# 37 Librae
37 Librae (37 Lib / HD 138716 / HR 5777) es una estrella en la constelación de Libra.
De magnitud aparente +4,61, es la décima estrella más brillante de la constelación.
Se encuentra a 94 años luz del sistema solar.
37 Librae es una subgigante naranja de tipo espectral K1IV con una temperatura efectiva que varía según la fuente consultada entre 4745 y 4830 K.
Su luminosidad es 14 veces mayor que la luminosidad solar y la medida indirecta de su diámetro angular, 1,76 milisegundos de arco, permite evaluar su diámetro real. Éste es 5,5 veces mayor que el del Sol, corroborando su estatus de estrella subgigante.
Gira lentamente sobre sí misma, con una velocidad de rotación proyectada en el rango de 3,1 - 4,5 km/s.
37 Librae tiene un contenido metálico comparable al del Sol, siendo su índice de metalicidad [Fe/H] = 0,00.
Presenta una abundancia relativa de oxígeno unas 2,5 veces más elevada que la del Sol.
Su masa estimada es un 44% mayor que la masa solar y tiene una edad aproximada de 3200 millones de años. Pese a ser menos antigua que el Sol, está más avanzada en la evolución estelar que nuestra estrella debido a su mayor masa.